# Pompa fluidodinamica
Una pompa fluidodinamica (detta comunemente pompa dinamica) è un tipo di pompa nel quale il movimento del fluido è prodotto da un momento indotto nel fluido stesso.
Queste pompe non hanno bisogno di valvole, ma hanno lo svantaggio che la portata e l'efficienza diminuiscono con l'aumentare della pressione all'uscita. In genere queste pompe hanno la necessità dell'adescamento, ovvero di essere inizialmente riempite di liquido per poter funzionare.

## Tipologie
elenco di alcune categorie di pompe:
- centrifuga;
- assiale;
- ariete idraulico;
- magnetofluidodinamica;
- lineare;

## Pompa centrifuga
La pompa centrifuga utilizza l'effetto centrifugo della sua girante per movimentare il liquido, trasformando l'energia meccanica proveniente dal suo motore prima in energia cinetica e successivamente in energia di pressione che conferisce al liquido sollevato.
La pompa centrifuga è di gran lunga la pompa di uso più comune, sia in ambito industriale che civile.
La definizione si limita generalmente alle pompe con girante radiale e semiassiale ossia alle pompe nelle quali il flusso di fluido attraversa la girante radialmente o semiassialmente, diversamente al caso delle giranti ad elica nelle quali il fluido attraversa la girante assialmente.

### Costruzione

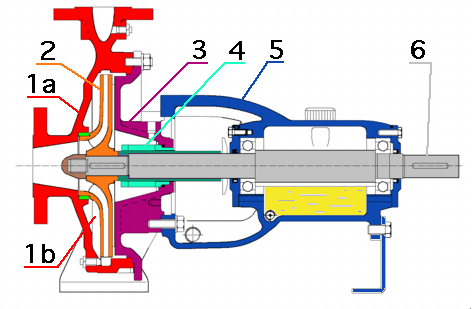
Sezione di una pompa centrifuga (con supportazione su piedini):
1 - corpo
1a - bocchello di aspirazione
1b - diffusore
2 - girante
3 - scudo di chiusura della parte idraulica
4 - cassa stoppa (contiene il sistema di isolamento della parte idraulica dall'esterno)
5 - supporto dell'albero (contenente i cuscinetti ed il lubrificante)
6 - albero (collegato ad un motore, generalmente elettrico) trasmette il moto dal motore alla girante.

Una pompa centrifuga è composta essenzialmente da una parte mobile detta girante (ruota palettata), che aspira il fluido da una tubazione di aspirazione, comunicante con il centro della pompa, e trasferisce al liquido l'energia meccanica trasmessa dal motore sotto forma di energia cinetica.
La ruota palettata gira in una camera fissa a forma di chiocciola, voluta o corpo di pompa, entro cui si muove il liquido spinto dalla forza centrifuga impressale dalla girante, che trasforma l'energia cinetica del liquido in energia di pressione e lo incanala nella tubazione di mandata comunicante con la periferia della pompa.
La girante è una ruota dotata di palette che può essere realizzata secondo molte varianti costruttive a seconda delle prestazioni richieste: girante chiusa, girante aperta, girante monocanale, girante arretrata, girante vortex, giranti assiali, giranti semiassiali.
Quasi tutte le pompe centrifughe hanno aspirazione assiale e mandata radiale (stile europeo ISO) o tangenziale (stile statunitense API) verso l'alto. La supportazione può essere su piedini o centreline, la prima più semplice, la seconda più robusta. In ogni caso, la quasi totalità delle pompe centrifughe ha una supportazione back pull-out, che consente di estrarre il supporto 5 completo di cassa stoppa 4 e albero 6 senza dover smontare il corpo 1, appunto agendo nella parte posteriore, con il vantaggio di non dover disconnettere la pompa dalle tubazioni durante gli interventi di manutenzione.

### Funzionamento

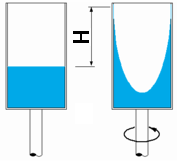
Principio di funzionamento della pompa centrifuga

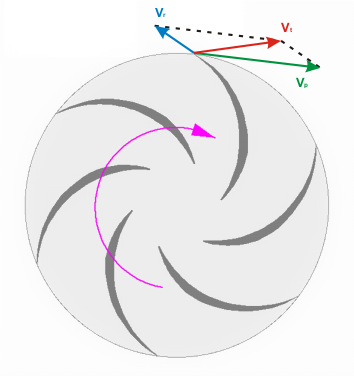
Dinamica del fluido in una pompa centrifuga

Se ne comprende il funzionamento osservando che un cilindro riempito d'acqua, posto in rotazione attorno al proprio asse, modifica la forma del pelo libero, facendogli assumere un profilo parabolico: infatti l'accelerazione centrifuga è proporzionale al quadrato della velocità angolare, ed al raggio di rotazione. La differenza H di livello che si osserva (e che, intuitivamente, è funzione della velocità angolare) si dice prevalenza della pompa. È anche intuitivo osservare che, a parità di velocità angolare (e quindi di profilo del liquido), se si pratica un foro esattamente all'altezza H non si avrà alcuna uscita di liquido. Se invece il foro viene praticato a una quota inferiore si osserverà una fuoriuscita di liquido; inoltre è intuitivo osservare che tanto più basso viene praticato il foro, tanto maggiore sarà la quantità nell'unità di tempo, detta portata, di liquido uscente.
Nella pratica, il fluido è contenuto all'interno di un corpo ed è messo in rotazione da una girante.
Il movimento della girante determina una depressione nel tubo di aspirazione e l'acqua, spinta dalla pressione atmosferica, risale lungo il tubo ed entra nella pompa.
la girante messa in rotazione dal motore dopo aver risucchiato il liquido lo proietta alla periferia del corpo-pompa in virtù della forza centrifuga prodotta dalla velocità della girante.
La girante è dotata di una serie di pallette curve che formano dei canali a sezione crescente dal centro verso la periferia.
Pertanto il liquido che entra dalla parte centrale della girante nel percorrere i vari canali per il principio di Bernoulli, convertono parte dell'energia cinetica trasmessagli dal movimento della girante in energia di pressione.
Il fluido esce dalla girante con velocità Vt, pertanto ancora dotato di energia cinetica, ed entra nella voluta.
Anche il corpo della pompa, o voluta, è costruito a sezione crescente in modo che, per la costanza (Bernoulli) dell'energia totale, la rimanente aliquota di cinetica si trasforma in energia di pressione, incrementando così la prevalenza.
La composizione delle velocità vettoriali definisce portata e prevalenza.
La pompa centrifuga è stata inventata nel palazzo ducale di Urbino da Erone alessandrino intorno al 1592 (da disegni e illustrazioni trovati nel libro del 1592 degli spirituali di Erone alessandrino ridotti in lingua volgare).

### Prestazioni

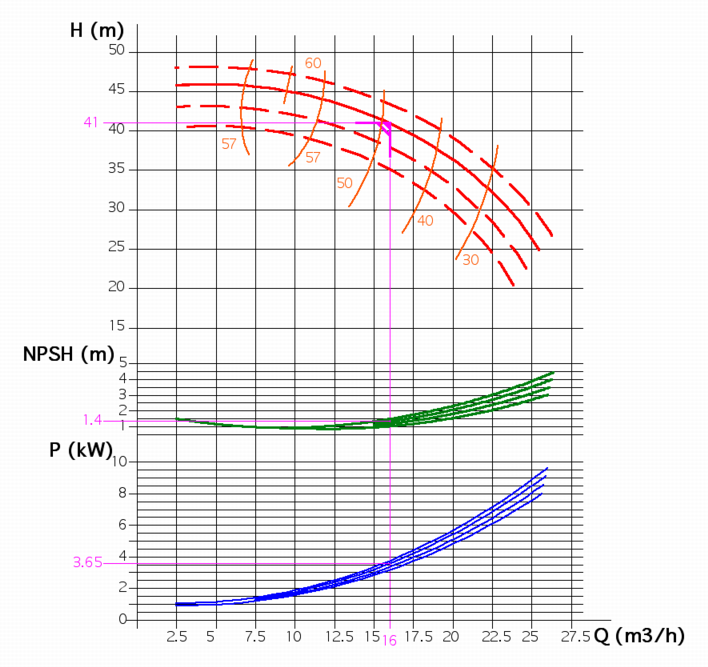
Curva caratteristica

Le caratteristiche idrauliche della pompa centrifuga sono espresse dalla curva caratteristica, un cui esempio appare nella figura a lato. Nell'esempio, si vede una pompa avente portata 16 m³/h e prevalenza 40,5 m (questa coppia di valori è solitamente definita punto di lavoro). La curva rossa è la caratteristica vera e propria, e si vede come alla portata di 20 m³/h la prevalenza si riduca a circa 36 m. Le curve rosse tratteggiate indicano le prestazioni con giranti di diverso diametro. Le curve color ocra indicano il rendimento totale della pompa (solitamente espresso in percentuale), che nel nostro caso è di poco inferiore al 50%. La curva verde indica NPSH(r) della pompa, nel nostro caso pari a circa 1.4 m; si noti come si abbia il minimo NPSH (r), circa 1 m, alla portata di rendimento massimo. La curva blu esprime la potenza assorbita all'asse della pompa con liquido avente densità 1000 kg/m3, nel nostro caso poco superiore a 3 kW.
Nella selezione di una pompa centrifuga, è sempre bene scegliere un modello in cui il punto di lavoro cada nella parte discendente della curva. Ciò perché, oltre ad avere di norma un rendimento più elevato, questa selezione consente un agevole controllo della portata mediante l'interposizione, in mandata, di una perdita di carico variabile (solitamente una valvola).

### Classificazione
Le pompe centrifughe in base alla disposizione dell'albero di trasmissione che muove la girante, si distinguono in pompe ad asse orizzontale e ad asse verticale. Inoltre in base alla direzione del flusso che le attraversa le
pompe possono essere: radiali se la mandata è ortogonale all'aspirazione o assiali se la mandata e l'aspirazione sono sullo stesso asse.
Le pompe centrifughe inoltre si suddividono in centrifughe monostadio o multistadio, in base alla quantità di giranti di cui sono dotate.
Più giranti ci sono, più aumenta la prevalenza totale generata dalla pompa, che è data dalla somma delle prevalenze erogate da ciascuna girante.
Le pompe centrifughe a seconda che queste siano ad alimentazione elettrica o a benzina, si distinguono in elettropompe o motopompe.

### Installazione
Le pompe possono essere installate:
- sotto battente;
- sopra battente o in aspirazione

Un'installazione è definita "sottobattente" quando l'asse della pompa si trova al disotto del livello minimo del liquido da aspirare; tutte le altre installazioni sono definite "soprabattente".
La condotta di aspirazione deve essere orizzontale o avere pendenza in salita verso la pompa e comunque essere realizzata in modo da evitare la formazione di sacche d'aria.
Nelle installazioni in aspirazione, per evitare pericolosi fenomeni di cavitazione è necessario che tra il pelo minimo del liquido da sollevare e l'asse della pompa non ci sia un dislivello superiore a 5–6 m.
La condotta di aspirazione di un'installazione soprabattente deve essere dotata di valvola di ritegno perché altrimenti ad ogni fermo della pompa la condotta si svuoterebbe e la pompa non si innescherebbe al successivo avvio (a meno che non si tratti di una pompa autoadescante).
Infatti per potersi innescare sia il corpo della pompa sia la condotta di aspirazione devono essere mantenuti costantemente pieni di liquido.
Un avvio definito “a secco” della pompa, causa il surriscaldamento della pompa con conseguente rottura.

### Normativa
In quanto elementi comuni di moltissime installazioni, le pompe centrifughe sono state in qualche modo normalizzate, in modo da poter sostituire pompe esistenti con altre di fabbricanti diversi.
Le norme più correnti sono la ISO 2858-1975 (e norme collegate), che si riferisce alle pompe centrifughe di uso generale e di processo, con flange metriche, e la API 610 - X edition 2004, che si riferisce a pompe di processo con flange in unità imperiali.

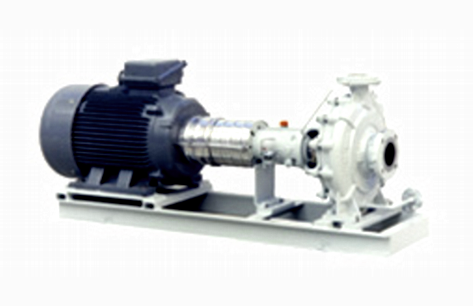
Pompa tipo ISO (per concessione di Finder Pompe SpA)
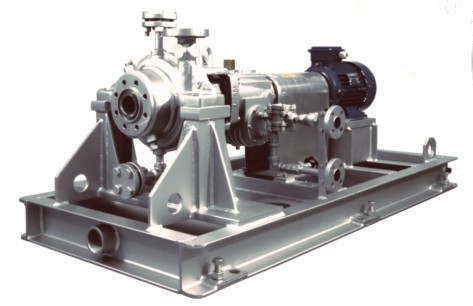
Pompa tipo API con supportazione centreline (per concessione di Finder Pompe SpA)

### Varianti

#### Pompe multistadio

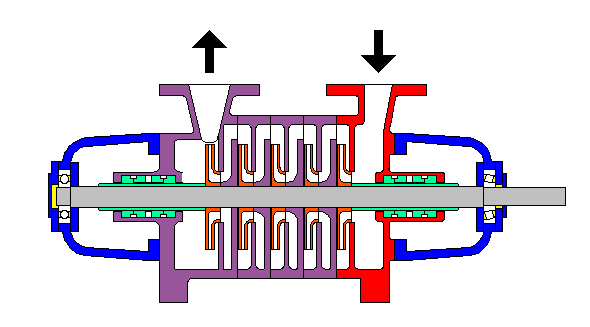
Pompa multistadio (a 5 stadi)

Più pompe centrifughe possono essere disposte in serie, in modo da ottenere, a parità di portata, una prevalenza che è un multiplo di quella ottenuta con una sola girante. In pratica, più giranti vengono disposte coassialmente nel corpo: si ottengono così prevalenze fino a diverse centinaia di metri, contro gli 80-100 massimi di una pompa monostadio.
Per pozzi molto profondi, si utilizzano pompe di questo tipo, che però vengono immerse completamente nell'acqua ed inserite alla profondità opportuna mediante tubi di diametro adeguato: il tubo di mandata diventa solitamente il supporto/sospensione della pompa. Queste pompe hanno mandata centrale, e quindi la particolarità che il fluido pompato viene convogliato attraverso l'albero motore. Ciò richiede tenute più efficienti, ma garantisce un miglior raffreddamento del motore che quindi diventa di dimensioni molto compatte.

#### Pompe a rotore immerso
Nelle pompe a rotore immerso il traferro del motore elettrico è pieno d'acqua col vantaggio che non necessitano di tenuta idraulica, e gli svantaggi della dissipazione fluidodinamica aggiuntiva nel traferro ed elettrica specie in fluido conduttore come l'acqua che manifesta la necessità di superfici di statore e rotore idrodinamiche e di un isolamento più spinto degli avvolgimenti del motore.
Assumendo di avere un fluido newtoniano in movimento, quindi con sforzo di taglio che segue la semplice legge di Newton della viscosità:
{\displaystyle \tau =\mu {\frac {\partial u}{\partial r}}}
con distribuzione di velocità radialmente lineare tra la superficie laterale cilindrica rotorica 1 e quella statorica 2:
{\displaystyle {\bar {u}}(r)=\omega _{1}r_{1}{\frac {r-r_{2}}{r_{1}-r_{2}}}(r_{1}<r<r_{2})}
Avremo che il rendimento meccanico dell'accoppiamento rotoidale sarà approssimabile come:
{\displaystyle \eta =1-{\frac {D_{1}}{E_{1}}}=1-{\frac {\tau \,v_{1}\,S}{e_{1}\,S}}=1-{\frac {\tau \,\omega _{1}r_{1}}{e_{1}}}=1-{\frac {\mu \omega _{1}^{2}r_{1}^{2}}{e_{1}(r_{2}-r_{1})}}}
Poiché lo spessore del traferro (r2 - r1) influenza la riluttanza in base alla legge di Hopkinson e quindi il rendimento del motore elettrico, la variabile manipolabile è il raggio interno a spessore di traferro costante: le pompe a rotore immerso hanno sezione al motore elettrico snella, compatibilmente con i limiti di resistenza a fatica.

#### Giranti aperte
La girante è evidentemente l'elemento centrale della pompa centrifuga, e la sua corretta progettazione è della massima importanza. In genere si usano giranti chiuse (a girante nuova), che consentono il massimo controllo del flusso, avendo un percorso idraulico ben definito.
Per scopi particolari (liquidi abrasivi o grandi quantità di solidi sospesi) si usa la girante aperta, che assicura un minore rendimento ma evita, per quanto possibile, lo sporcamento della girante stessa, talvolta arretrata rispetto al corpo, in modo da creare una rotazione indotta, e la maggior parte del fluido pompato non entra a contatto della girante: si riduce così l'effetto di abrasione.
Il rendimento è inizialmente tanto inferiore a quello delle giranti chiuse quanto maggiore è l'arretramento ma al contrario che con queste ultime si mantiene relativamente costante con l'uso.

## Pompa assiale

### Principio di funzionamento

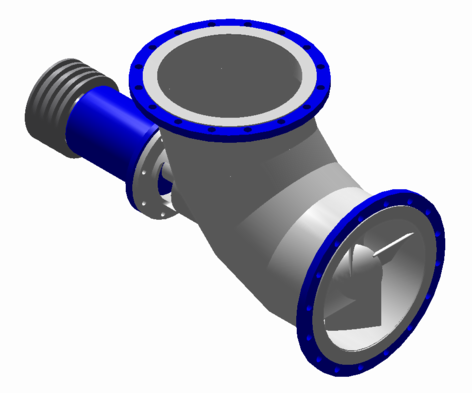
Pompa assiale per uso industriale

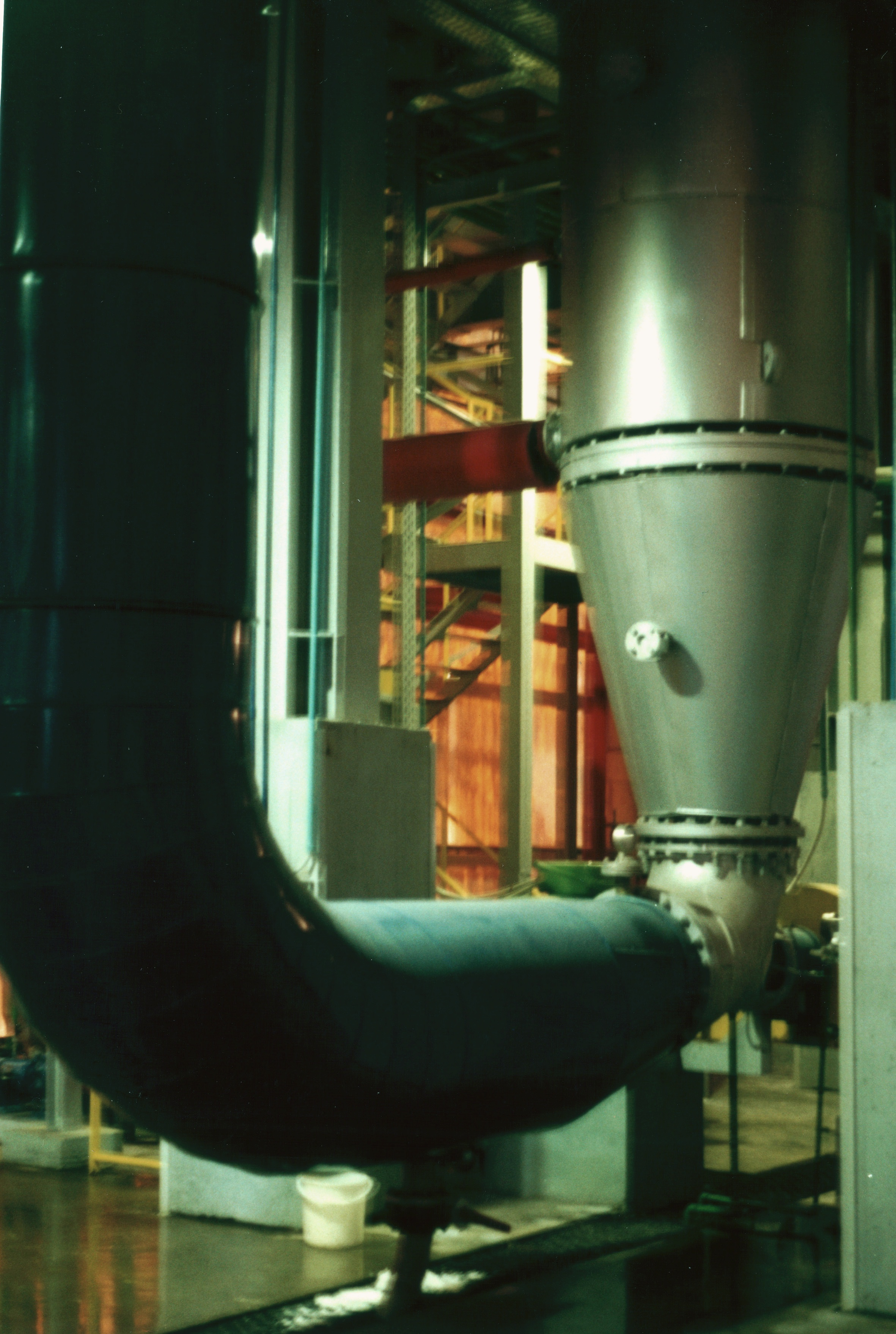
Installazione di una pompa assiale

Nella pompa assiale, o elicopompa, il movimento del fluido è assicurato da un'elica intubata, che spinge il fluido stesso come un'elica marina. Di concezione piuttosto recente, sono state utilizzate originariamente nei grandi lavori di bonifica, come idrovore, e in seguito hanno avuto impiego industriale in tutti quei casi in cui veniva richiesta una grande portata (normalmente superiore a 1000 m³/h) a bassa prevalenza (normalmente inferiore a 4 metri). Esistono oggi pompe assiali con portate superiori a 50,000 m³/h.
Il funzionamento delle pompe assiali è il seguente: delle pale inclinate ruotano nel fluido, e quindi lo spingono nella direzione voluta. La pompa assiale è di solito configurata come una curva, per consentire il passaggio dell'albero. Nelle pompe moderne, l'albero è montato a sbalzo per evitare cuscinetti immersi nel fluido, e solo nei modelli di maggiore portata la supportazione è doppia, comunque fuori dal fluido pompato.

### Prestazioni
Il movimento del fluido non è, all'uscita della girante, puramente assiale, in quanto la rotazione della stessa dà evidentemente una componente rotatoria. Per questa ragione si usa a volte un raddrizzatore di flusso, impropriamente chiamato diffusore, che migliora il rendimento globale della pompa.

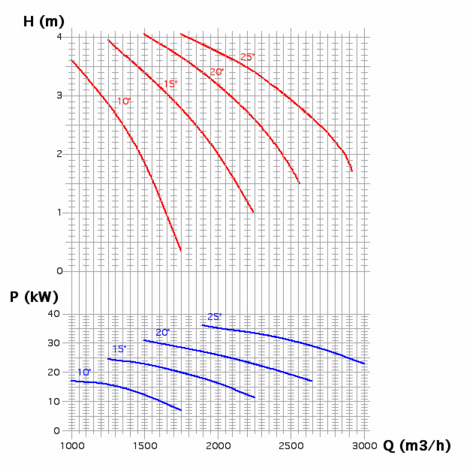
Curva caratteristica di una pompa assiale

Osservando la curva caratteristica di una pompa assiale, si nota che la potenza assorbita aumenta all'aumentare della prevalenza, contrariamente a quanto accade per le pompe centrifughe. Questa è una limitazione d'impiego, in quanto sporcamenti nei tubi possono portare all'arresto della pompa per alto assorbimento.
Si nota inoltre che mentre nelle pompe centrifughe la curva varia al variare del diametro della girante, nelle pompe assiali si modifica l'angolo di attacco delle pale: le curve rappresentate sono appunto tracciate per angoli di attacco da 10 a 25°. È quindi abbastanza comune l'utilizzo di pompe con palette ad angolo variabile.

### Impiego
Oltre ad essere impiegate nelle opere di Bonifica idraulica ed in genere come idrovore, le pompe assiali sono impiegate nelle chiuse su fiumi o canali, dove sono richieste portate elevate.
In ambito industriale, queste pompe si usano in genere come circolatori nell'industria cartaria e nell'industria chimica, in particolare nell'evaporatore.

## Pompe magnetofluidodinamiche
La pompa magneto-fluido-dinamica è un dispositivo in grado di sfruttare la forza di Lorentz. La forza di Lorentz è una forza che agisce su una particella in transito attraverso un campo magnetico ortogonale al senso del moto. La direzione della forza è perpendicolare sia alla velocità che alle linee del campo magnetico.
In una pompa di questo tipo, un liquido elettricamente conduttore è libero di scorrere in un tubo immerso in un campo magnetico ortogonale all'asse della conduttura. Per mezzo di due elettrodi viene fatta scorrere una corrente elettrica attraverso il liquido, ortogonalmente sia all'asse del moto che al campo magnetico in modo da massimizzare la forza di Lorentz in direzione parallela all'asse del tubo, che risulta l'effetto utile, perciò nella validità della legge di Ohm la tensione elettrica efficace generata tra ingresso e uscita del fluido dalla pompa vale:
{\displaystyle V=R_{e}I_{e}+\rho _{m}uB\Delta x},
dove Re è la resistenza elettrica opposta dal fluido, Ie è la corrente elettrica che passa attraverso il fluido, ρm è la densità del fluido, <v> è la sua velocità media, B è il modulo dell'induzione magnetica e l la distanza fra ingresso e uscita della pompa. 
La densità media di quantità di moto è esprimibile nella portata:
{\displaystyle \rho _{m}u={\frac {I_{m}}{\Delta x\Delta y}}}
Inoltre la tensione idraulica della pompa generata dalla forza di Lorentz vale:
{\displaystyle \Delta p={\frac {F}{\Delta x\Delta y}}={\frac {BI_{e}}{\Delta x}}}
perciò definita la mutua resistenza elettromeccanica (misurata nel SI in T/m):
{\displaystyle R_{me}={\frac {B}{\Delta x}}}
possiamo riesprimere la tensione elettrica efficace della pompa come:
{\displaystyle \Delta V={\frac {R_{e}}{R_{me}}}\Delta p+R_{me}I_{m}=R_{p}(I-I_{e})},
dove il pedice p sta per parassita, e la caratteristica a corrente costante lineare:
{\displaystyle I=\left(1+{\frac {R_{e}}{R_{p}}}\right){\frac {\Delta p}{R_{me}}}+{\frac {R_{me}}{R_{p}}}I_{m}},
quindi il rendimento della pompa vale:
{\displaystyle \eta ={\frac {\Delta pI_{m}}{\Delta VI}}={\frac {\Delta pI_{m}}{({\frac {R_{e}}{R_{me}}}\Delta p+R_{me}I_{m})\,I}}={\frac {1}{({\frac {R_{e}}{R_{me}}}+{\frac {R_{me}}{\delta p}}I_{m})((1+{\frac {R_{e}}{R_{me}}}){\frac {\Delta p}{R_{m}I_{m}}}+{\frac {R_{m}}{R_{p}}})}}={\frac {1}{(\alpha +\gamma )({\frac {\beta +1}{\gamma }}+\alpha \beta )}}}
dove si definiscono i rapporti rispettivamente elettromeccanico, parassita, e meccanico:
{\displaystyle \alpha ={\frac {R_{e}}{R_{me}}}}
{\displaystyle \beta ={\frac {R_{e}}{R_{p}}}}
{\displaystyle \gamma ={\frac {R_{me}I_{m}}{\Delta p}}}
Questo tipo di pompa è estremamente affidabile per via della totale assenza di parti in movimento ed è esente dagli effetti della cavitazione e quindi da fenomeni di usura. Il limite è di potere essere usata solamente per liquidi elettricamente conduttori.
Un tipico impiego si ha nei circuiti di raffreddamento per reattori nucleari a sodio liquido, dove è richiesta una affidabilità elevata. Il sodio al di sopra della temperatura di fusione è infatti elettricamente conduttore.

## Pompa ad ariete idraulico
Questa pompa sfrutta il fenomeno, solitamente temuto, del colpo d'ariete. Se per qualche motivo un flusso incomprimibile viene arrestato, l'energia meccanica viene convertita in un'onda di pressione che si ha dissipazione progressiva alle pareti delle condotte in calore per deformazione secondo il bilancio di energia meccanica e il primo principio della termodinamica.
La pompa ad ariete idraulico sfrutta questo fenomeno per spingere una parte del liquido ad una altezza superiore a quella corrispondente al livello piezometrico del flusso di liquido in entrata. In pratica si sfrutta la caduta da un dislivello per sollevare parte del liquido ad un livello superiore. Poiché non è possibile violare il principio di conservazione dell'energia infatti, l'energia ricavata dalla caduta di una massa da un dislivello può essere utilizzata per sollevare una massa minore ad una altezza maggiore; in questa operazione il rendimento solitamente si colloca intorno al 60%, ma si possono ottenere valori dell'80%.
In una pompa ad ariete efficiente si riesce a sollevare una quantità d'acqua pari a meno del 10% del flusso entrante a una altezza massima generalmente inferiore a dieci volte il dislivello di partenza.

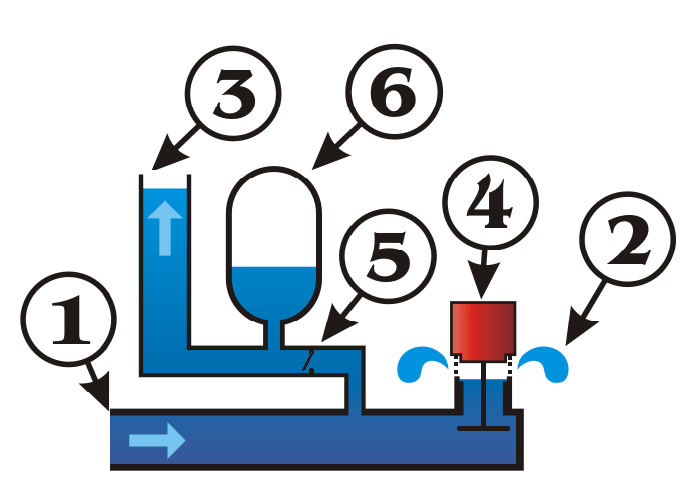
Schema di pompa ad ariete idraulico:
1 - tubo di alimentazione
2 - scarico dell'acqua dalla pompa
3 - uscita dell'acqua in pressione
4 - paratia mobile
5 - valvola di non-ritorno
6 - serbatoio pneumatico.

Il dispositivo è costituito da un tubo al cui interno è presente una paratia mobile che viene indotta a chiudersi dalla velocità del flusso di liquido. La valvola è studiata in modo tale che la chiusura una volta innescata proceda a valanga, bloccando il flusso quanto più bruscamente possibile. Poco a monte della valvola è presente una diramazione laterale dotata di valvola di non-ritorno, ovvero una valvola che consente il fluire del liquido verso l'esterno del tubo ma non in senso inverso. Dall'altro lato di questa valvola di non ritorno si trova un serbatoio pneumatico, in cui è presente cioè una sacca d'aria con funzione di accumulatore di pressione. Da questo serbatoio parte il tubo da cui fuoriesce l'acqua a pressione. Quando la valvola di blocco è aperta, l'acqua viene scaricata al livello della pompa.
Quando inizialmente viene fatto scorrere il liquido alla pompa, la valvola principale è aperta ed il liquido incrementa la sua velocità, finché giunta ad un limite critico, la valvola interviene chiudendo il flusso.
Inizialmente il serbatoio pneumatico è vuoto, per cui inizia a riempirsi senza difficoltà attraverso la valvola di non ritorno. Quando la pressione del serbatoio eguaglia la pressione del tubo la valvola di non ritorno si chiude e tale pressione rimane accumulata.
Nel frattempo, essendosi annullata la velocità del fluido nel tubo, la valvola principale si riapre ed il ciclo ricomincia.
Ogni volta la valvola di non ritorno consente il passaggio del liquido a pressione verso il serbatoio ma non viceversa, e dopo diversi cicli la pressione nel serbatoio si porta ad un valore di regime. Il serbatoio ha quindi la funzione di livellare a un valore medio gli impulsi di pressione prodotti dai colpi d'ariete.
Questo tipo di pompa non richiede alcun tipo di alimentazione se non la caduta d'acqua lungo un dislivello, ma comporta una notevole perdita di fluido trasportato. Il suo utilizzo principale, seppur occasionale, si ha per sollevare acqua in luoghi isolati dove ve ne sia in abbondanza ma ad una quota inferiore a quella di utilizzo.

## Pompe fluidodinamiche lineari
In queste pompe il movimento è ottenuto applicando un momento linearmente.
Un esempio è l'eiettore, in cui un fluido ad alta velocità trascina il fluido da pompare.
Nella pompa ad acqua un flusso di acqua viene fatto passare ad alta velocità in una camera. Per effetto dell'equazione di Bernoulli l'aumento della velocità del fluido comporta una diminuzione della pressione e quindi una aspirazione.